# Business integration partners
BIP S.p.A. (acronimo di Business Integration Partner)  è una società italiana di consulenza che opera per imprese e pubblica amministrazione. Ha la sua sede principale a Milano e opera in altri 12 Paesi e il maggiore azionista è il fondo CVC Capital Partners.

## Storia
Fondata nel 2003 da Nino Lo Bianco, Carlo Capè e Fabio Troiani, diventa in 15 anni la prima società italiana di consulenza, con più di 4.500 dipendenti nel mondo. Partecipata, inizialmente, da Engineering ingegneria informatica, nel 2007 Engineering esce dalla compagine azionaria ed entra il fondo Argos Soditc, mentre nel 2018 il pacchetto azionario viene rilevato da Apax Partners, principale socio di Engineering stessa, sempre mantenendo il management italiano che fondò la società nel 2003. Nel 2021 il fondo internazionale CVC Capital acquista la maggioranza della società di consulenza italiana.

## Settori di attività
BIP opera principalmente nel campo della consulenza informatica, ma anche nell’outsourcing.
I settori economici in cui opera sono:
- Industria
- Finanza
- Automotive
- Telecomunicazioni, tecnologia, media e intrattenimento
- Energia e Utility
- Pubblica amministrazione centrale e locale
- e-commerce, vendita e beni di consumo
- Sanità e farmaceutica

## Sedi
BIP ha sede legale a Milano (Piazza San Babila, 5) e altre sedi in Italia (Roma, Bologna, Palermo, Mogliano Veneto, Padova, Bari) e in 12 ulteriori Paesi: Austria, Belgio, Brasile, Cile, Colombia, Emirati Arabi Uniti, Portogallo, Regno Unito, Spagna, Stati Uniti, Svizzera e Turchia.
Ha iniziato le proprie attività all’estero seguendo localmente le multinazionali italiane e poi sviluppando localmente ulteriori servizi.